# Dom Wagi Miejskiej w Nysie

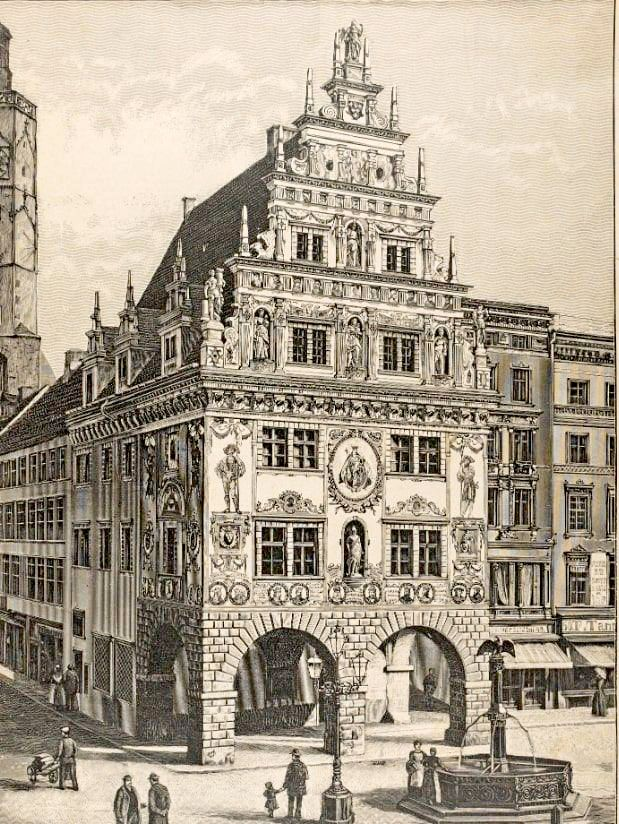
Dom Wagi Miejskiej w Nysie, drzeworyt z 1892

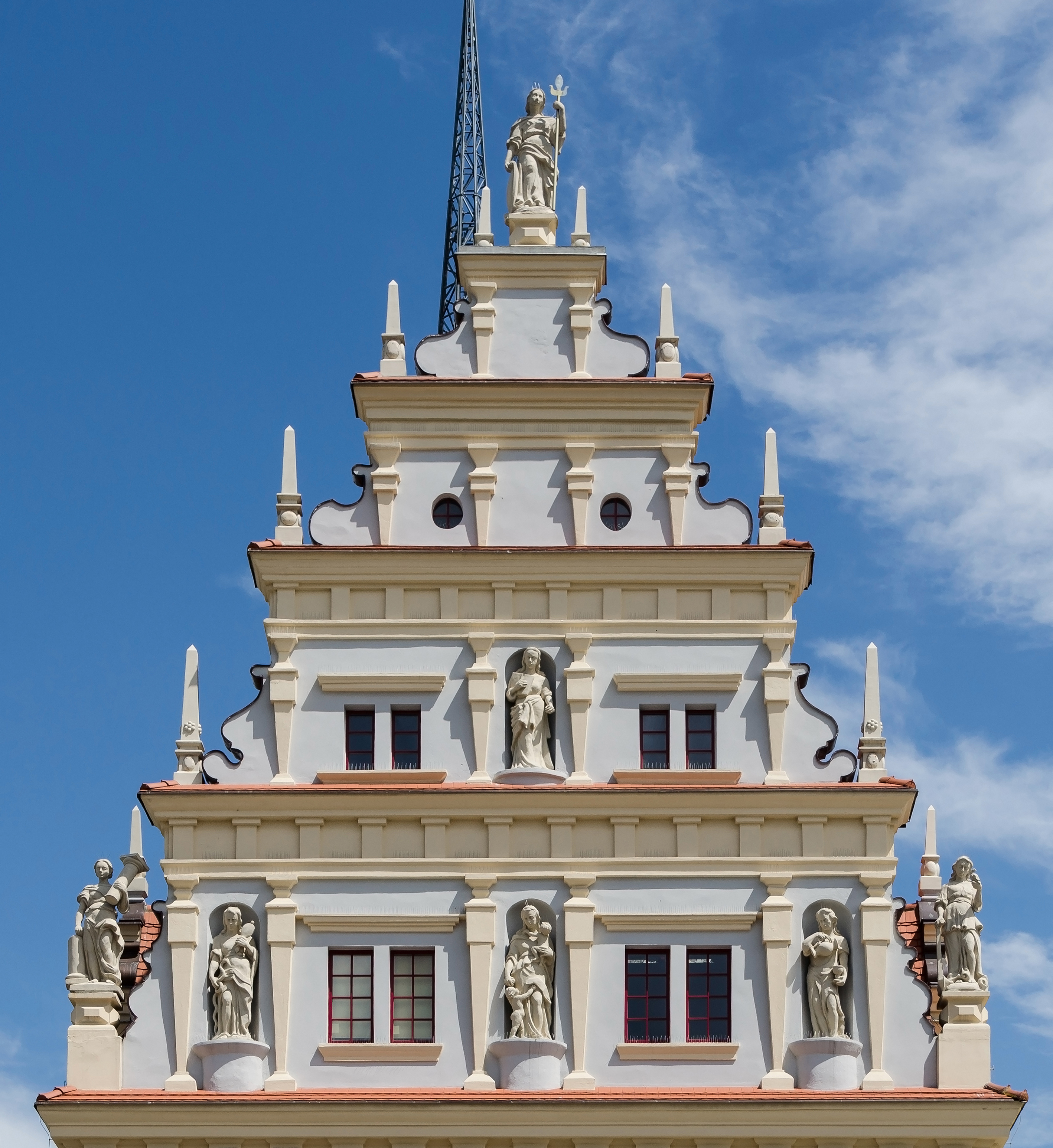
Szczyt domu

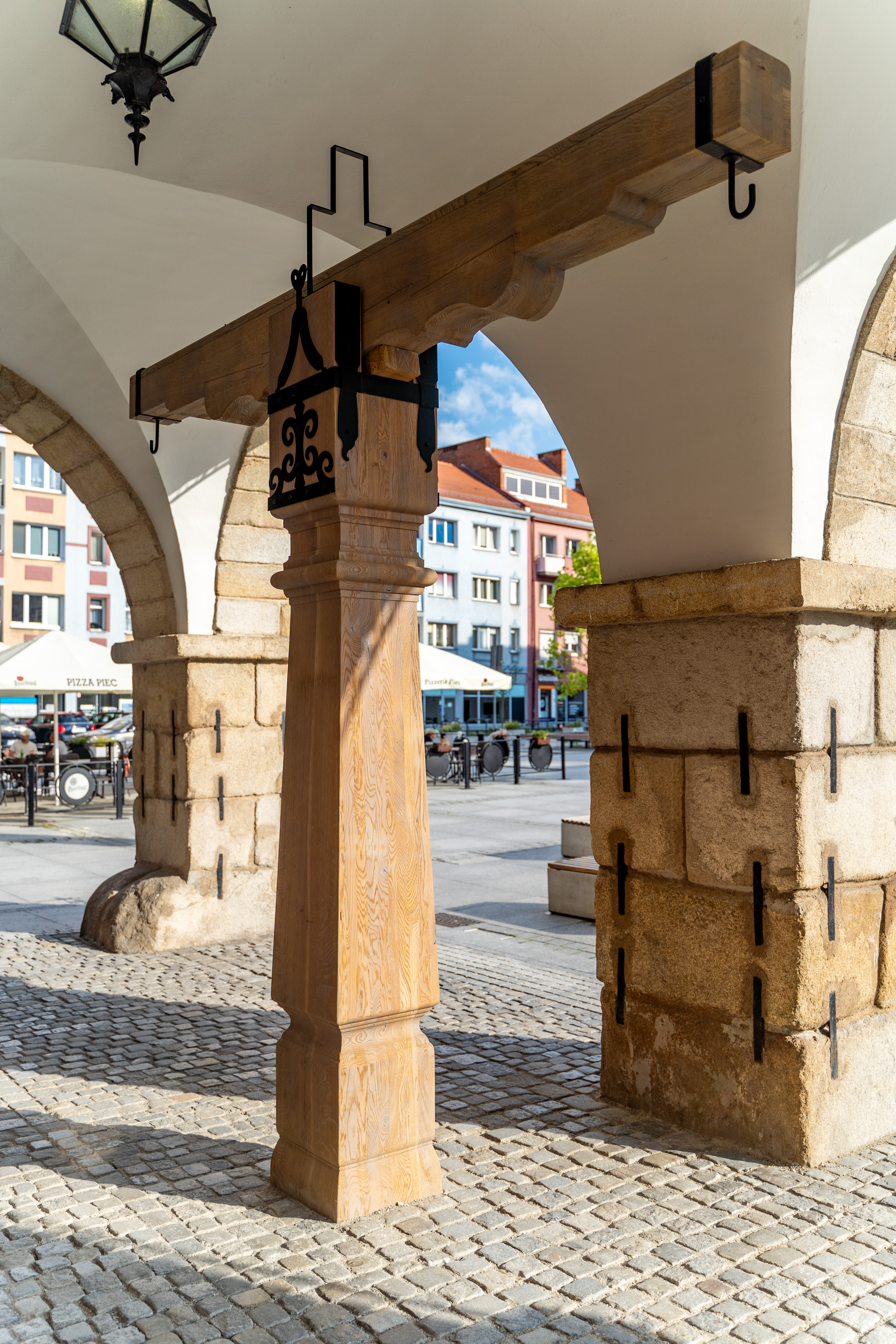
Zrekonstruowana w 2024 roku waga miejska

Dom Wagi Miejskiej (niem. Waagehaus Kämmereigebäude) – zabytkowy
budynek przy ulicy Sukienniczej, w bloku kamienic śródrynkowych w Nysie.

## Historia
W miejscu, gdzie stoi obecny budynek, w średniowieczu istniały sukiennice z 24 kramami i składem towarów. Dom Wagi Miejskiej wybudowano w latach 1602-1604, ufundowany został przez biskupa
Jana Sitscha. Mieściły się tu siedziba zarządu administracyjnego księstwa biskupiego oraz izba miar
i wag. Z czasem budowla ta stała się symbolem kwitnącego w Nysie handlu.
W dwuarkadowym podcieniu znajdowała się urzędowa waga towarowa, przechowywano tu także wzorzec miary łokcia.
W czasie wojen napoleońskich w 1807 roku Dom Wagi uległ zniszczeniu. Pamiątką po tych czasach jest wmurowana w elewację południową kamienna
kula armatnia. Kosztowną odbudowę podjęto dopiero po kilkudziesięciu latach. Prace konserwatorskie przy renowacji zatartych przez zniszczenia wojenne i upływ czasu polichromiach przeprowadził w latach 1888-1890 Heinrich Irmann. Elewacje zewnętrzne zostały wówczas przemalowane i uzupełnione, a cały budynek gruntownie odnowiony i częściowo wewnątrz przebudowany.
W 1945 roku Dom Wagi Miejskiej został prawdopodobnie spalony, a następnie wysadzony przez
Armię Czerwoną po zdobyciu Nysy. Zawaliły się podcienie, dwie górne kondygnacje elewacji frontowej oraz szczyt. W latach 1947–1948 dokonano pospiesznej, niepełnej rekonstrukcji, bez odtworzenia zniszczonych rzeźb i malowideł. Od 1955 roku mieści się tutaj Miejsko-Gminna Biblioteka Publiczna. W 2011 roku dokonano renowacji elewacji, zachowanych fresków oraz rekonstrukcji wystroju rzeźbiarskiego przywracając obeliski nad lukarnami oraz obeliski i rzeźby na szczycie.

## Architektura
Dom wzniesiony w stylu renesansu północnego (niderlandzkiego). Zalicza się go do najwspanialszych dzieł świeckiej architektury mieszczańskiej w
czasach nowożytnych. Elewacje budynku zdobiły niegdyś liczne
rzeźby i niezwykle bogate malowidła. Do dziś zachowały się jedynie figura Iustitii oraz niewielkie fragmenty dawnej polichromii.
Dekoracje elewacji Domu Wagi Miejskiej powstawały w dwóch etapach. W XVII wieku ukształtował się
pierwotny program ideowy tej budowli, głoszący pochwałę cnót moralnych i religijnych, połączoną z apoteozą prawa i porządku społecznego rozumianego jako ład Boży.
W niszach na fasadzie budowli umieszczono wówczas figury przedstawiające alegorie
trzech cnót teologicznych, zgodnych z nauką biblijną:
- Wiara (łac. Fides) – kobieta trzymająca Krzyż i Biblię;
- Nadzieja (Spes) – z charakterystycznym atrybutem – kotwicą;
- Miłość (Caritas) jako matka z dzieckiem.

Druga grupa rzeźb przedstawiała alegorie cnót moralnych wywodzących się z tradycji antycznej. Były to:
- Sprawiedliwość (Iustitia) – z wagą i mieczem;
- Roztropność (Prudentia) – ukazana jako Mądrość (Sapientia) z lustrem jako atrybutem;
- Umiarkowanie (Temperantia) – z dwoma naczyniami napełnionymi winem i wodą;
- Męstwo (Fortitudo) – przedstawione jako Siła (Robur) z fragmentem kolumny.

Na zwieńczeniu ściany szczytowej umieszczono kamienną figurę Archanioła Michała
w zbroi rycerskiej, trzymającego lancę i tarczę. Rzeźba ta miała symbolizować zwycięstwo dobra nad złem.
Całość uzupełniały dwie płaskorzeźby, przedstawiające:
- herb Nysy – sześć srebrnych lilii na czerwonym tle;
- postać św. Jana Chrzciciela, patron biskupstwa.

Około 1700 roku zadecydowano o wzbogaceniu tego renesansowego wystroju o nowe
treści polityczne i religijne. Inicjatorem przedsięwzięcia był prawdopodobnie
bardzo wpływowy wówczas w mieście zakon jezuitów.
Uzupełniająca dekoracja malarska obejmowała kilka wątków ideowych. Apoteozę władzy wyrażały umieszczone w medalionach portrety oraz herby:
- legendarnych, germańskich bohaterów – Igevonusa, Istavonusa, Arminiusa, Marboda, Alaryka, Geisericha, Teodoryka, Alboina, Chlodwiga i Childeryka.
- władców karolińskich i saskich – Pepina Małego, Karola Wielkiego, Ludwika Pobożnego, Lotara, Karola Łysego, Ludwika Niemieckiego, Karola Grubego, Arnulfa, Ludwika Dziecięcia, Konrada I, Henryka I, Ottona I, Ottona II i Ottona III;
- cesarzy i królów niemieckich – Fryderyka Rudobrodego, Fryderyka II, Rudolfa I Habsburga, Henryka VII, Karola IV, Wacława IV, Zygmunta, Albrechta II, Maksymiliana I i Karola V;

Ukazaniu majestatu władzy wynikającego z jej religijnego pochodzenia służyły portrety
biblijnych proroków i władców – Abrahama, Izraela, Judy, Mojżesza, Jozuego, Gedeona, Jefty, Samsona i Dawida.
Namalowany w górnej części fasady herb Nysy z przedstawieniem towarzyszących mu bóstw
morskich, syren i trytonów tworzył kolejny wątek, poświęcony apoteozie miasta.
W zwieńczeniu umieszczono wizerunek Matki Bożej jako
Królowej Nieba, z Dzieciątkiem Jezus, siedzącej na tronie, z półksiężycem u stóp. Po bokach znajdowały się przedstawienia knechtów symbolizujących prawo i władzę.
Dopełnienie nowego programu ideowego stanowiły namalowane na elewacjach herby:
- dynastii Habsburgów (a właściwie Cesarstwa Austrii) – zachował się do dzisiaj;
- fundatora budowli, biskupa Jana Sistcha;
- wrocławskiej kurii biskupiej
- ówczesnego burmistrza miasta Caspra Gebauera

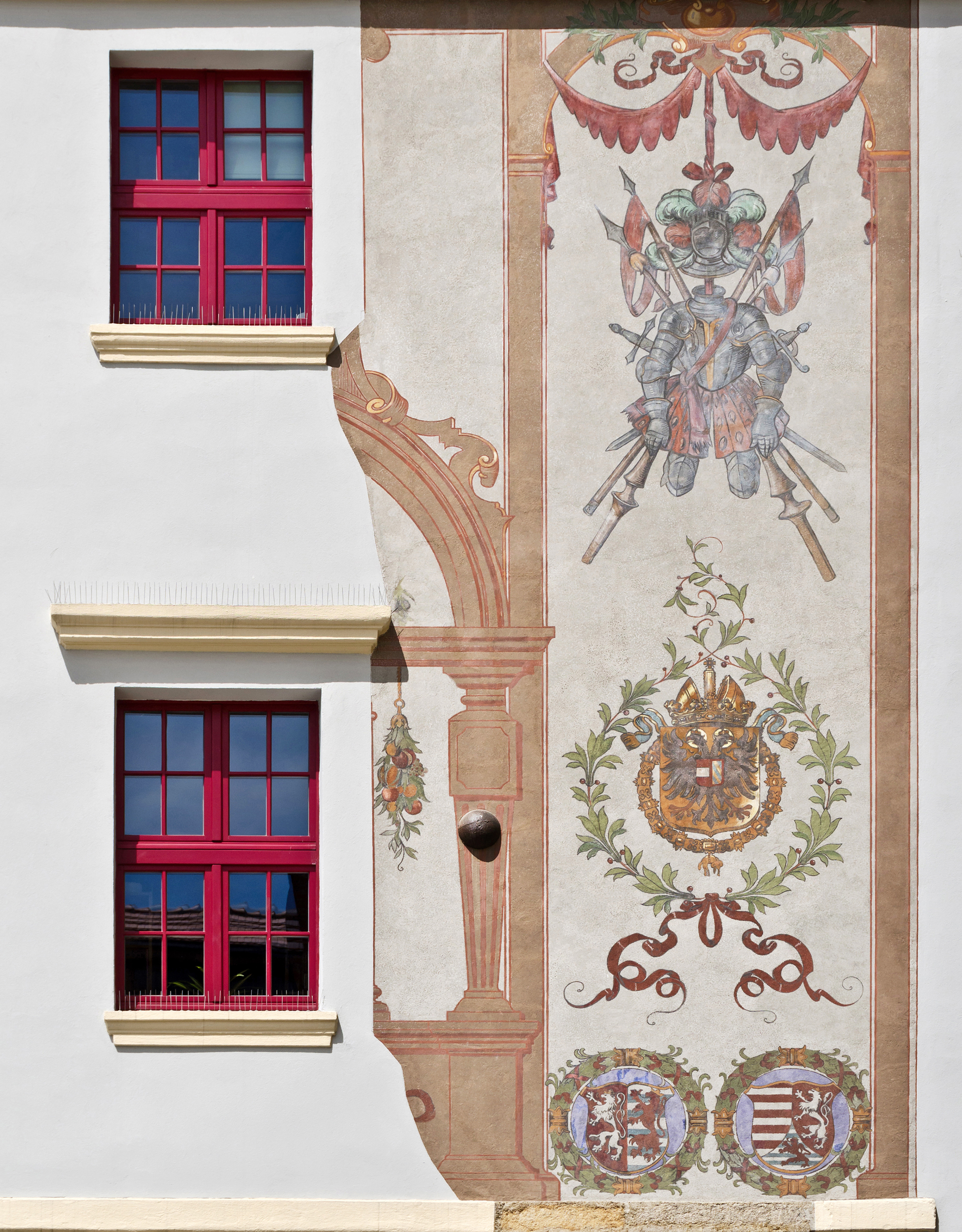
Zachowane fragmenty polichromii
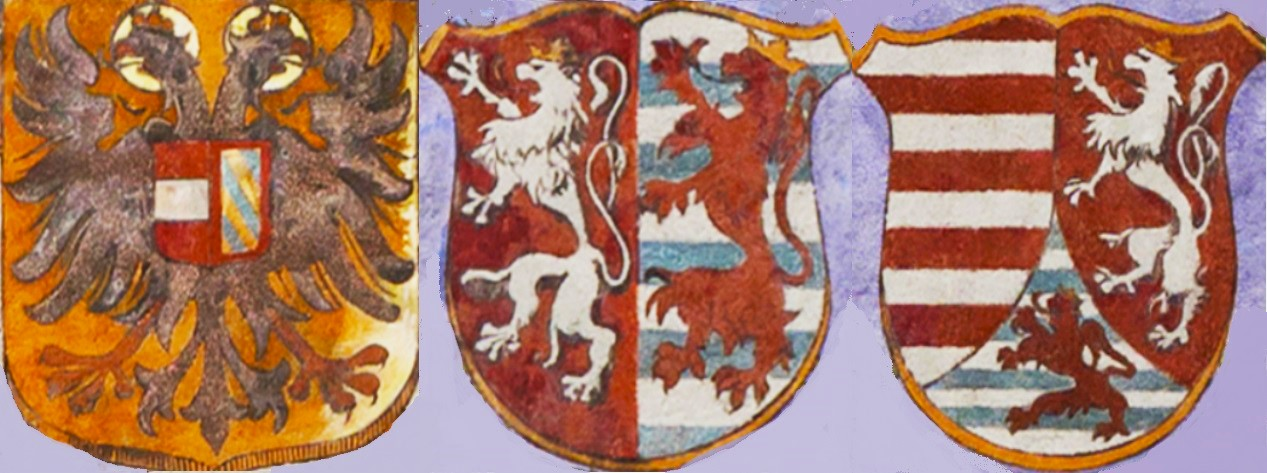
Herby na ścianie domu
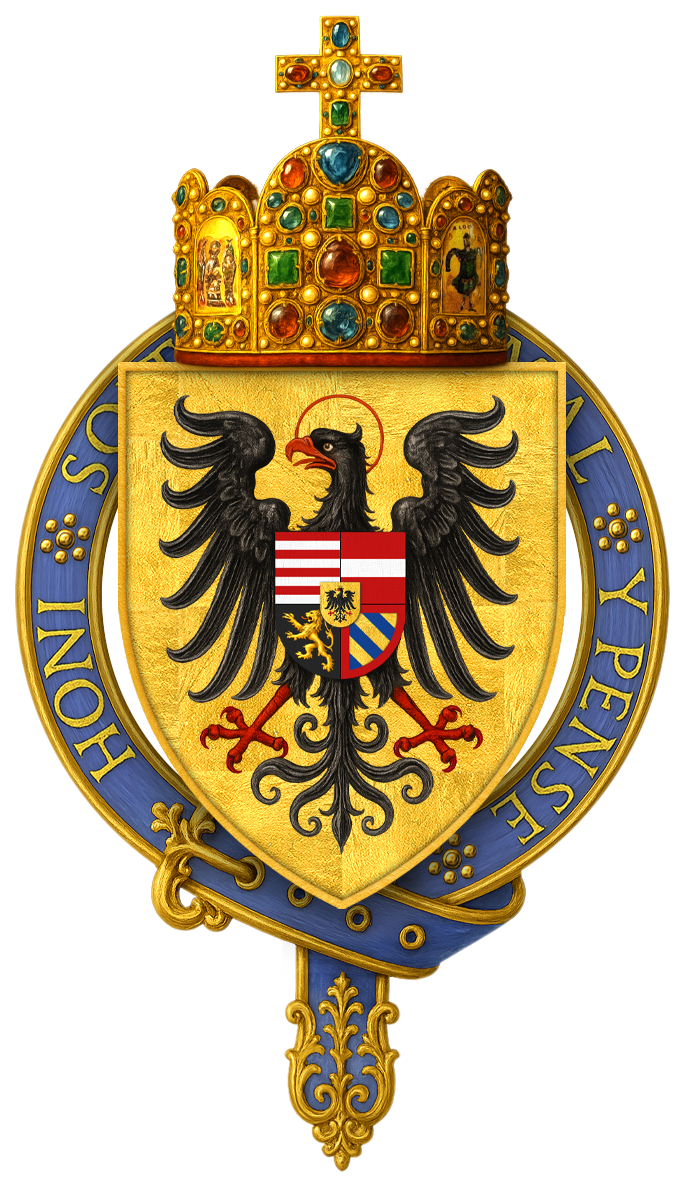
Herb Maksymiliana I
Herb Jana Luksemburskiego
Herb Węgier

Obie nałożone na siebie dekoracje – renesansowa i barokowa – odznaczały się bardzo wysokim poziomem artystycznym. Nie zachowały się jednak żadne informacje o ich autorach.